# سامراء
سامُرّاءُ    مدينة عراقية حاضرة وتاريخية تقع على الضفة الشرقية لنهر دجلة.  وهي مركز قضاء سامراء في محافظة صلاح الدين. تقع شمال العاصمة بغداد وتبعد عنها 125 كيلومترا، تحدها من الشمال مدينة تكريت، ومن الغرب الرمادي، ومن الشرق بعقوبة. كانت سامراء عاصمة الدولة العباسية بعد بغداد، وكان اسمها آنذاك «سر من رأى» وقد بناها الخليفة المعتصم بالله عام 221هـ/835م لتكون عاصمة دولته وما تزال آثارها موجودة ومن أهم معالمها الباقية الجامع الكبير ومئذنته الملوية. تضم ضريح الإمامين علي الهادي والحسن العسكري المقدسين لدى الشيعة الأثنا عشرية. يبلغ عدد سكان مركز المدينة أكثر من 190.000 حسب إحصائيات وزارة التخطيط لعام 2013 م.
ضمت منظمة اليونسكو مدينة سامراء عام 2007 إلى قائمة التراث العالمي.

## التاريخ

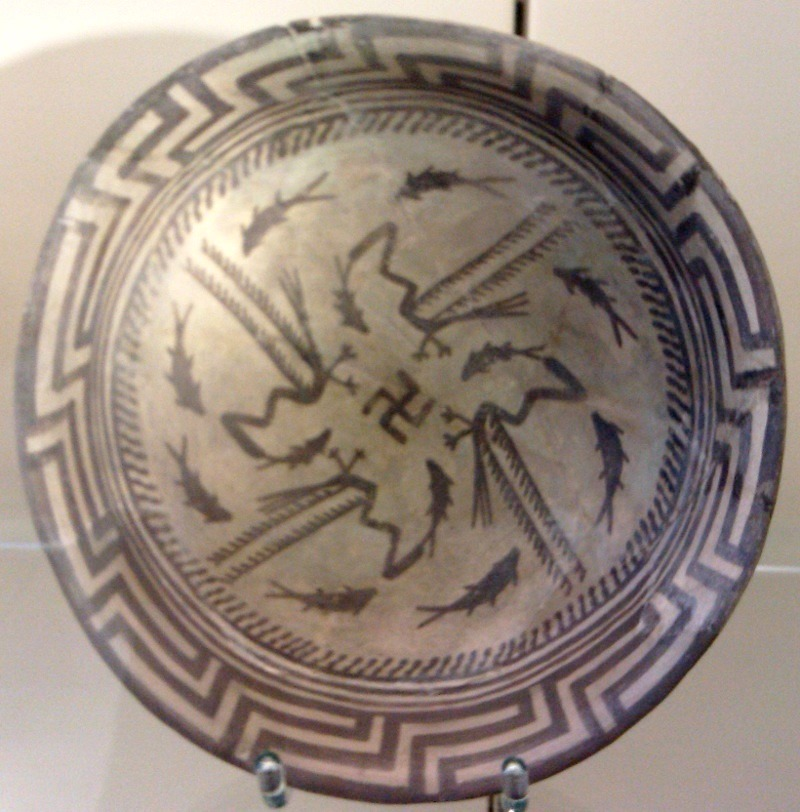
وعاء سامراء الفخاري، يعود إلى 4000 سنة ق.م، عثر عليه ارنست هيرتسفيلد خلال حفرياته في سامراء ما بين عامي 1911 - 1914 معروض في متحف بيرغامون، في برلين.

تقع مدينة سامُرّاءُ الأثرية على ضفاف نهر دجلة وعلى مسافة 125 كيلومترا شمال بغداد، وكانت مقر عاصمة الدولة العباسية الإسلامية في عهد الخليفة المعتصم بالله، والتي بسطت نفوذها على الأرض الممتدة من تونس إلى وسط آسيا.
وتمتد المدينة بطول 41 كيلومترا ونصف الكيلومتر من الشمال إلى الجنوب، أما عرضها فيتراوح بين 4 و8 كيلومترات. وتحتوي على معالم أثرية هندسية وفنية طوّرت محلياً قبل أن تنقل إلى أقاليم العالم الإسلامي وأبعد من ذلك. ومن بين الآثار العديدة والبارزة الموجودة في الموقع المسجد الجامع ومئذنته الملوية، وقد شيد في القرن التاسع الميلادي. ويبقى قرابة 80% من المدينة الأثرية مطمورا ويحتاج إلى تنقيب.

### التاريخ القديم
استوطنت المنطقة منذ أقدم العصور، وفي العصر السابق للإسلام، وتحديدا في الحقبة الساسانية والمناذرة، اتخذ في بعض مواقع مدينة سامراء حصون إستراتيجية وعسكرية أثناء احتدام الصراع بين الروم والفرس.

### سامراء المعتصم
كانت سامراء عاصمة الدولة العباسية بعد بغداد، وكان اسمها القديم (سر من رأى)، وقد بناها المعتصم العباسي سنة (221 هـ /835 م) لتكون عاصمة دولته. وتتحدث الروايات انه لما جاء يبحث عن موضع لبناء عاصمته، وجد هذا الموضع لنصارى عراقيين، فأقام فيه ثلاثة أيام ليتأكد من ملاءمته. فاستحسنه واستطاب هواءه، واشترى أرض الدير بخمسمئة درهم، وأخذ في سنة (221 هـ) بتخطيط مدينته التي سميت (سر من رأى)، وبعد أن تم بناء المدينة انتقل مع قواته وعسكره إليها، ولم يمض إلا زمن قليل حتى قصدها الناس وشيدوا فيها مباني شاهقة.
وفي عهد المتوكل العباسي سنة (245 هـ/ 859 م) بنى مدينة المتوكلية وشيد الجامع الكبير ومنارة مئذنته الشهيرة الملوية التي تعد أحد معالم المدينة الأثرية.

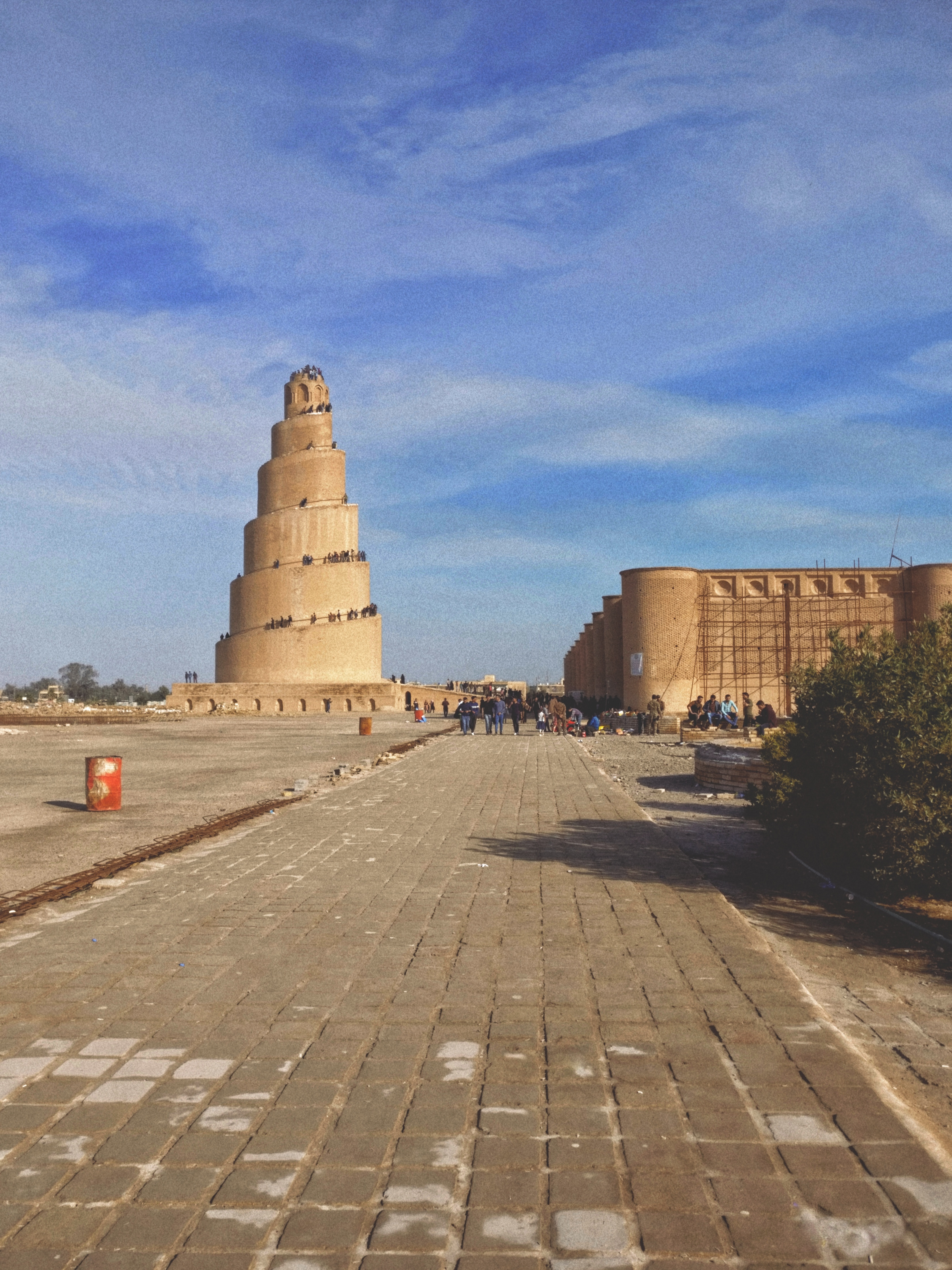
جامع ومأذنه الملوية في سامراء

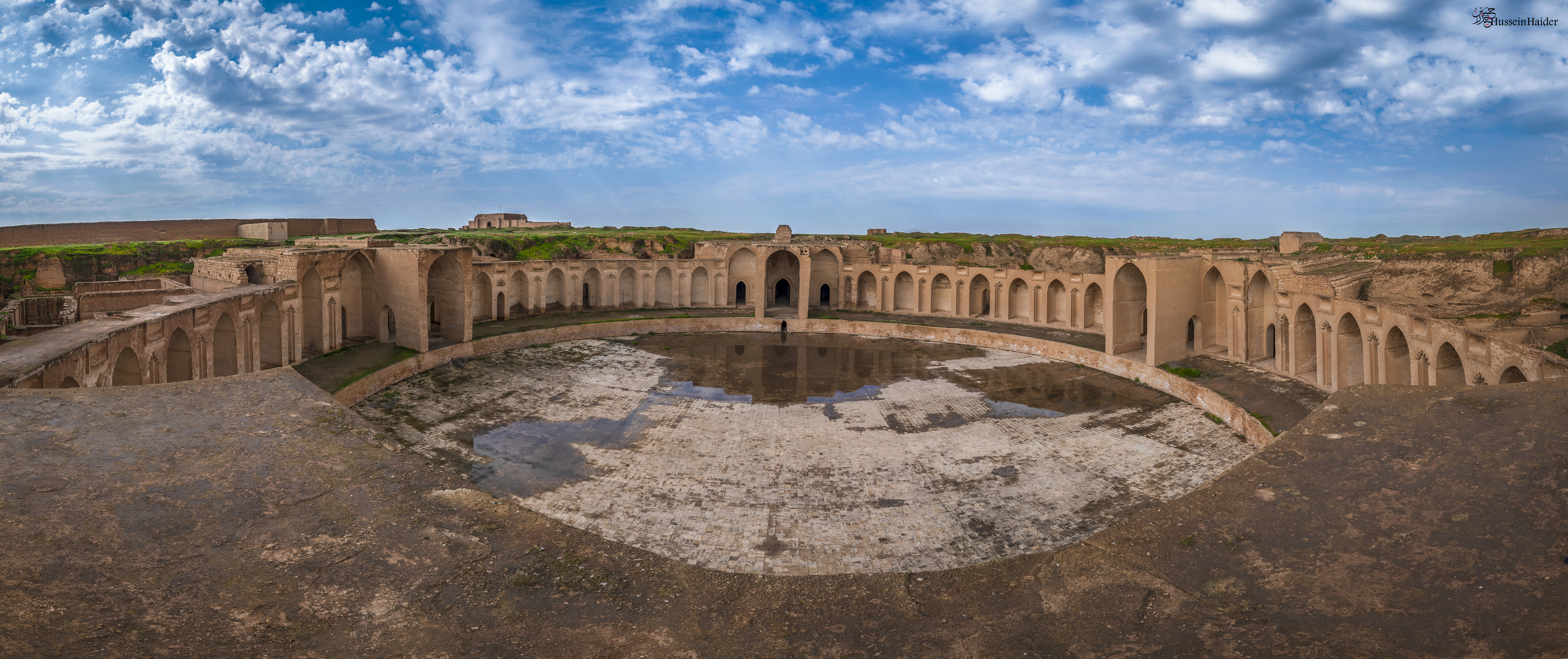
قصر البركة الذي بناه المتوكل على الله

لقد بقيت مدينة سامراء عاصمة للخلافة العباسية فترة تقرب من 58 عاما، تمتد من سنة (220 هـ/834 م) إلى سنة (279 هـ/892 م).

### الغزو المغولي والصفوي
تعرضت أغلب المباني في مدينة سامراء للتدمير أثناء الغزو المغولي (في عام 656 هـ - 1258 م) والصفوي لاحقا كما هو حال مدينة بغداد، ولقد هدمت اسوارها ومبانيها الشاهقة.

### الحكم العثماني

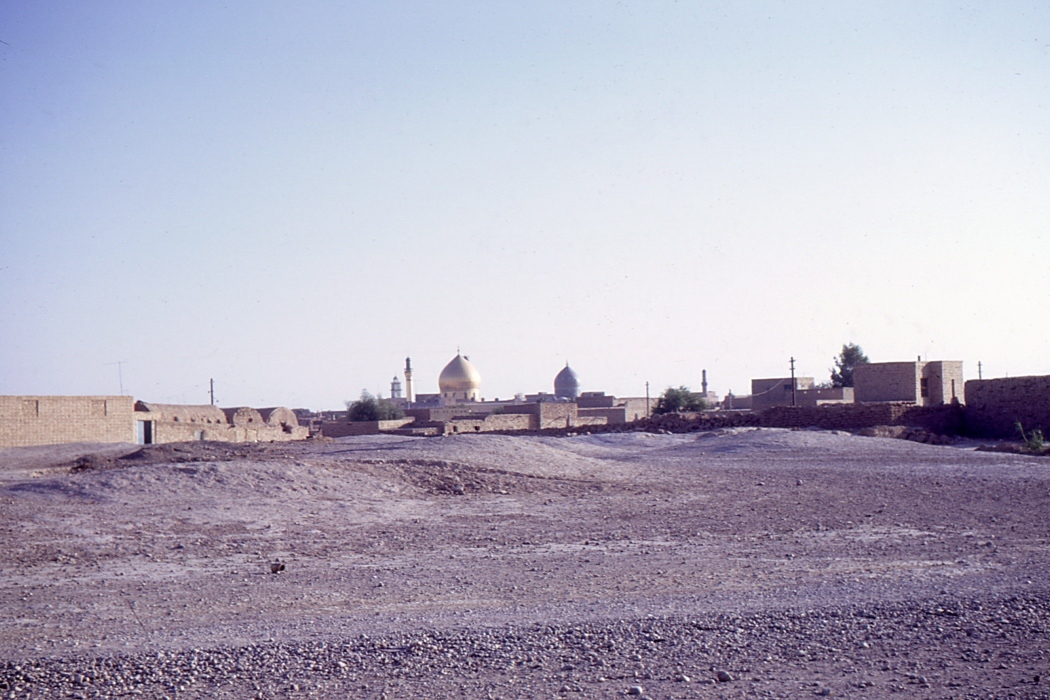
مشهد للمدينة سنة 1970م

شهدت المدينة في أثناء الحكم العثماني نهضة عمرانية صغيرة، وفي سنة (1299هـ/ 1881م) بنيت أول مدرسة ابتدائية في مدينة سامراء، وفي سنة (1294 هـ / 1878 م) أيام الدولة العثمانية نصب أول جسر على نهر دجلة يربط مدينة سامراء بالضفة الغربية للمدينة.

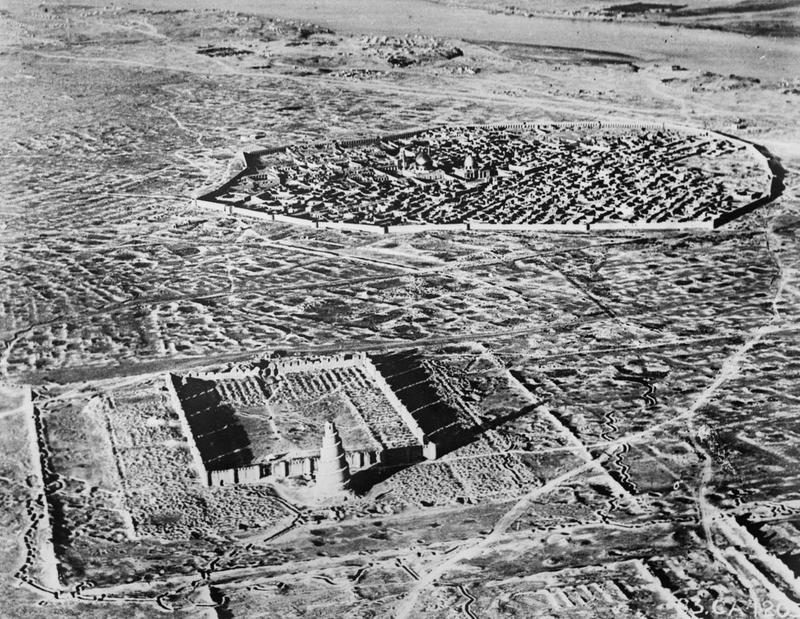
سامراء قديما

## المواقع الأثرية والدينية والسياحية

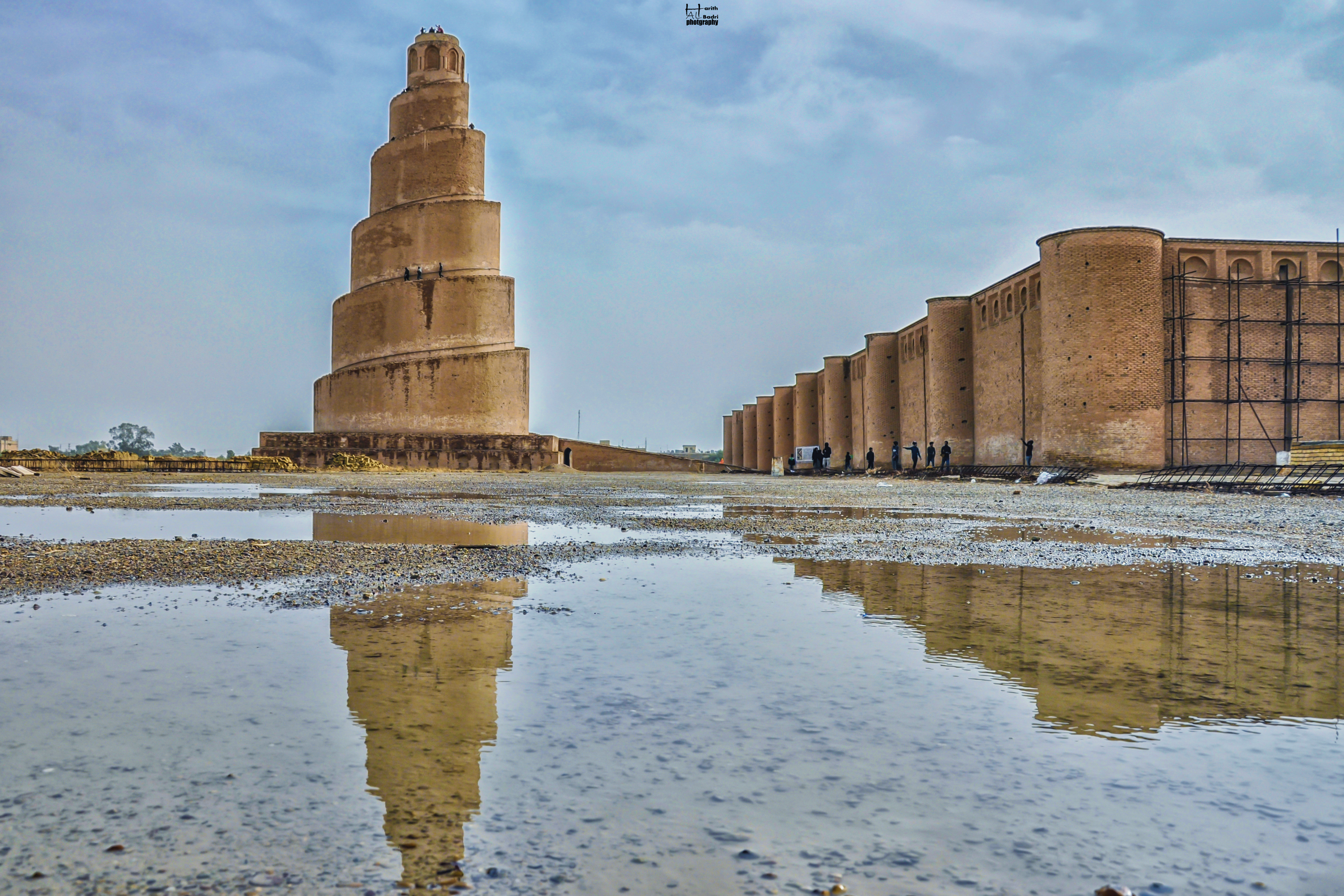
جامع ومئذنة الملوية في أجواء مطرية

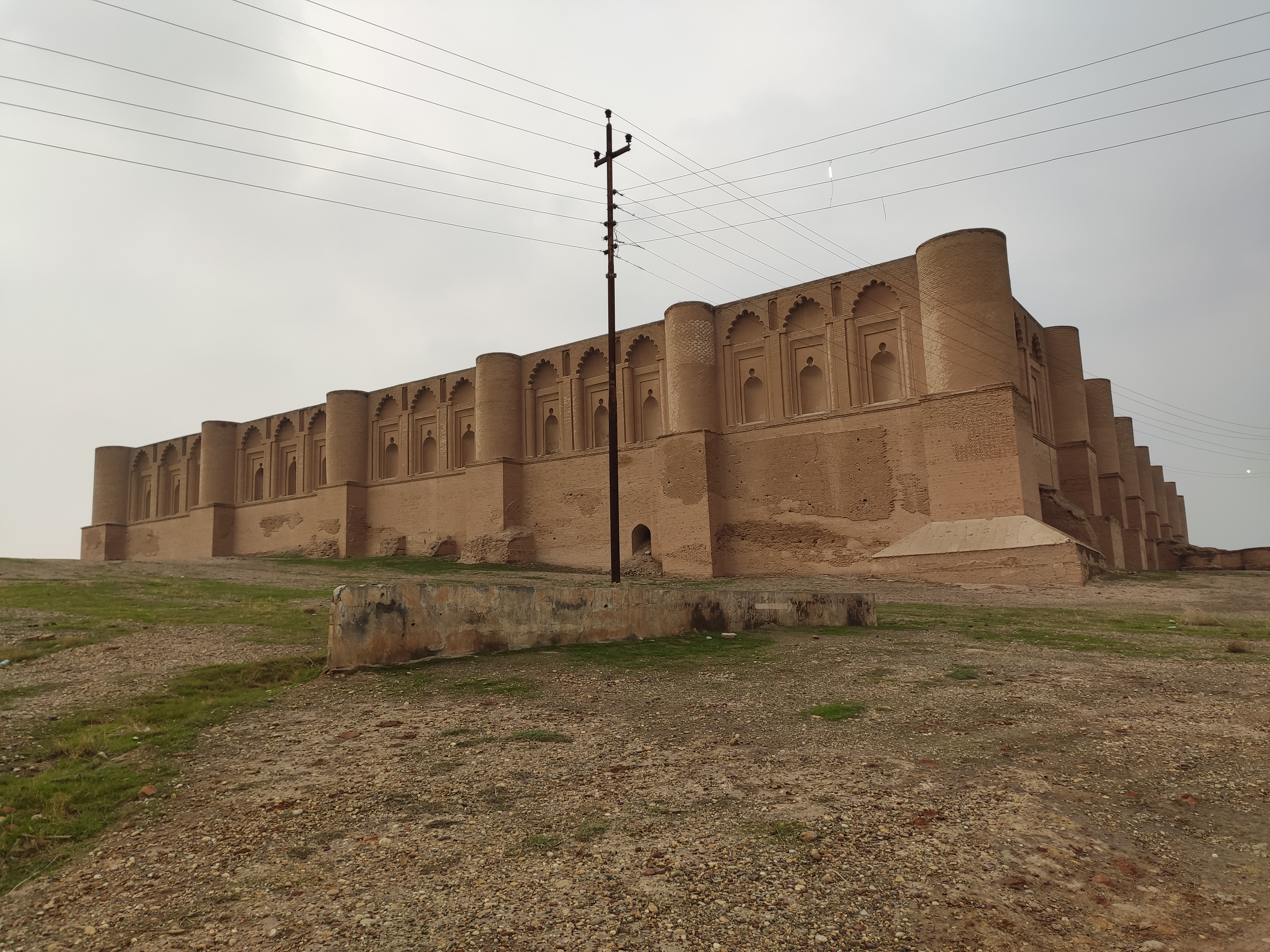
قصر العاشق في سامراء

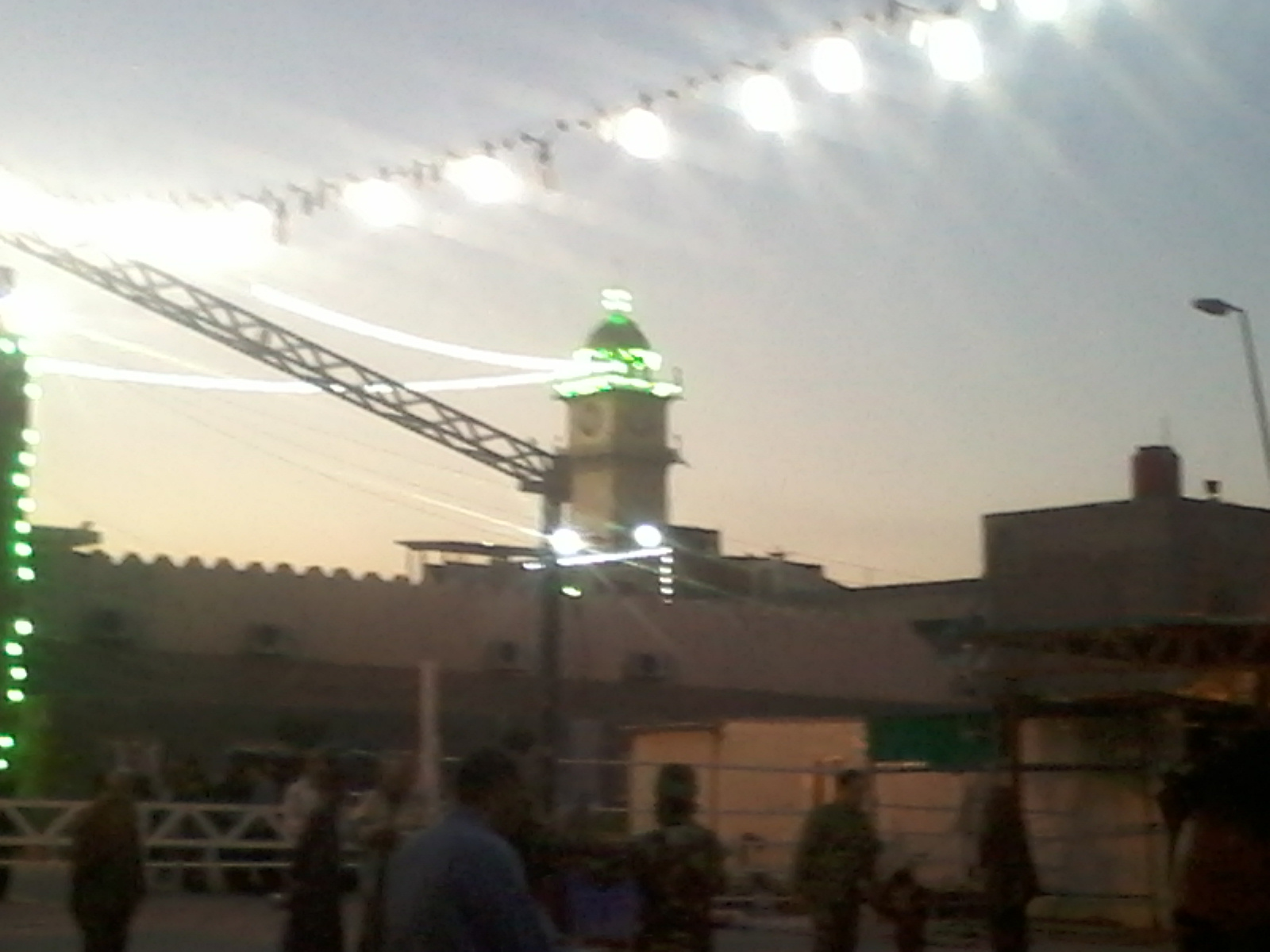
المئذنة الخضراء في المسجد الذهبي

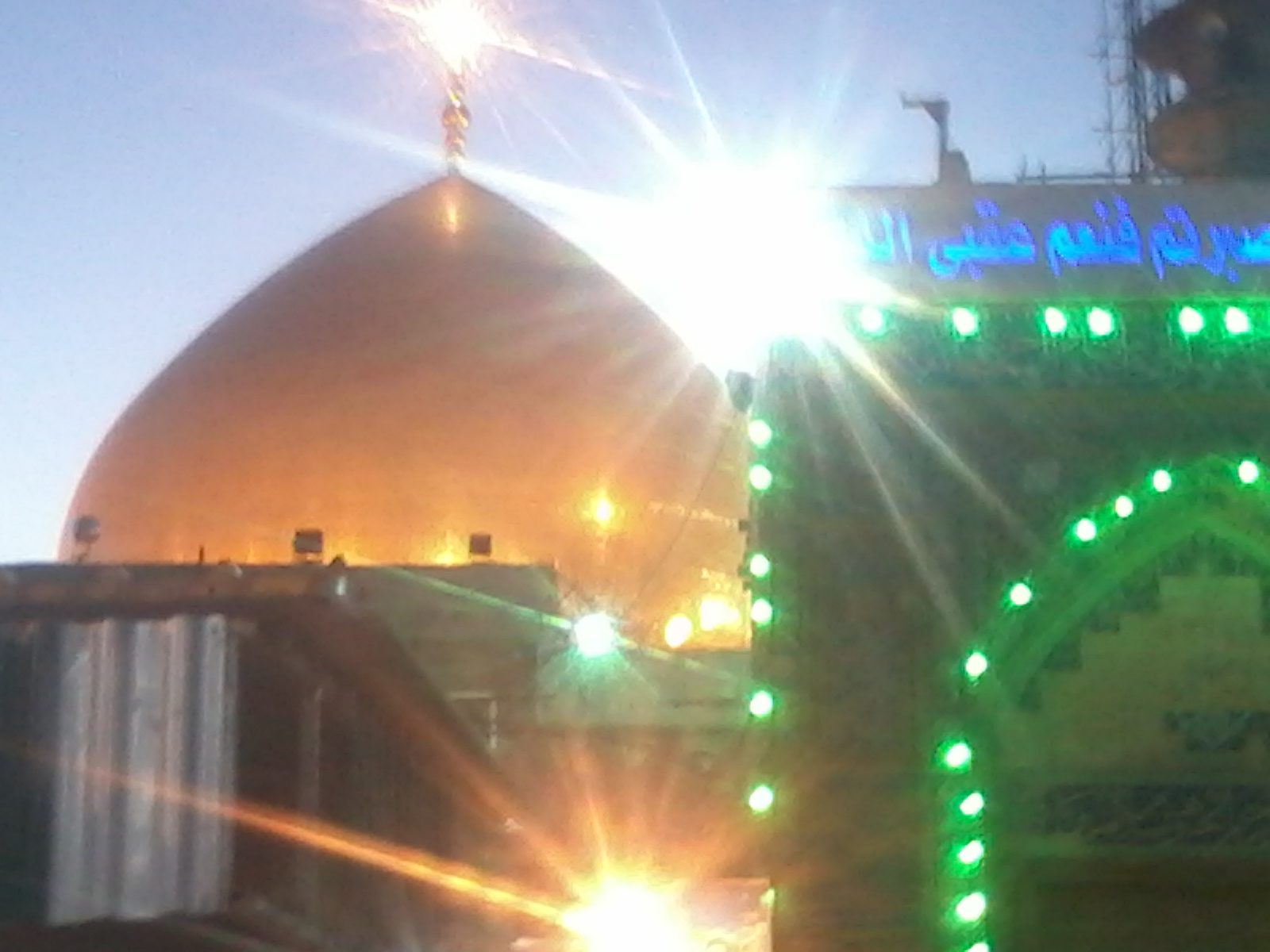
مرقد العسكريين

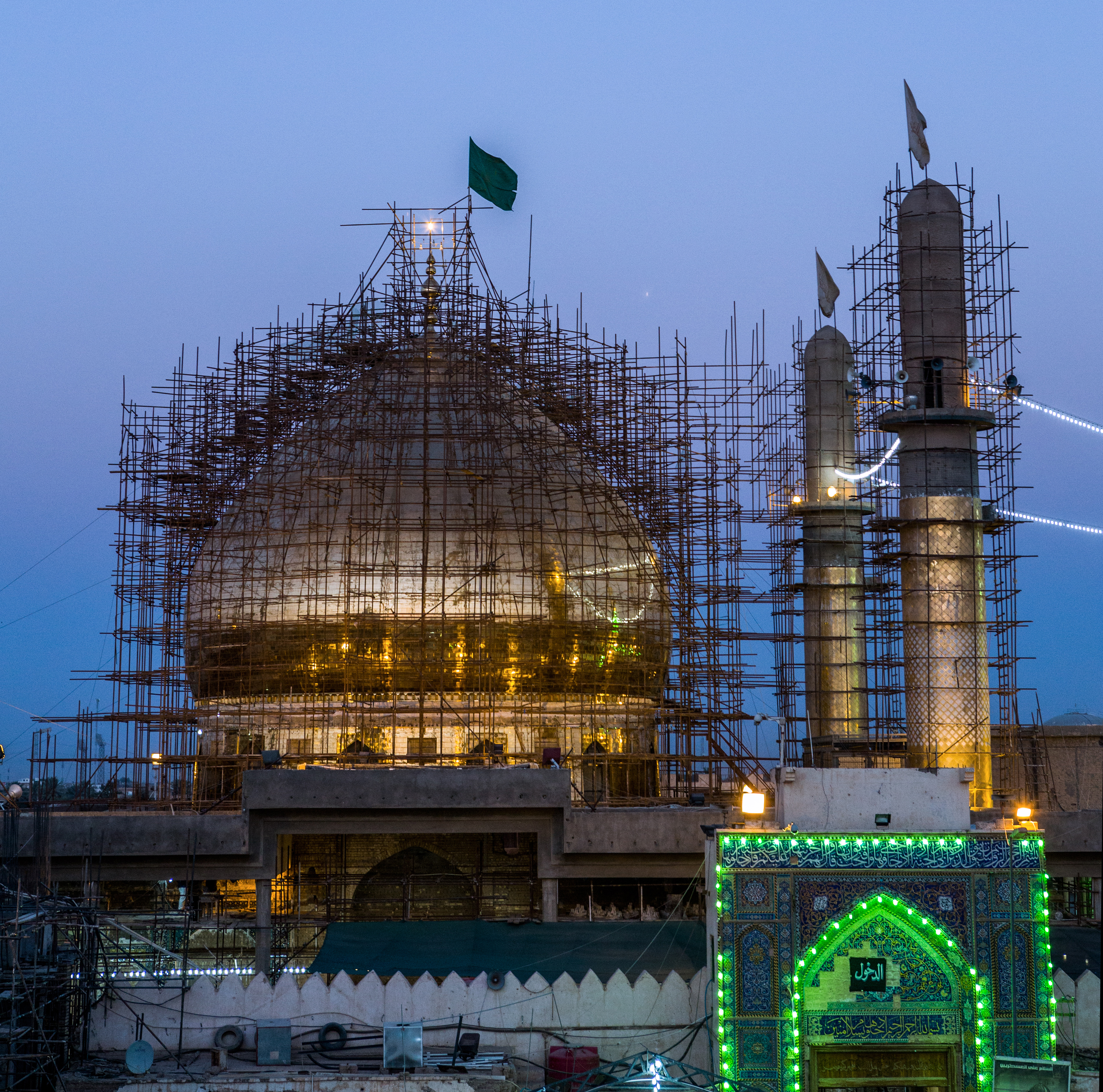
مرقد العسكريين

تتميز مدينة سامراء بأنها مركز يستقطب السائحين والزائرين لما تضمه من مواقع أثرية تاريخية ودينية ذات أهمية.

### المواقع الدينية

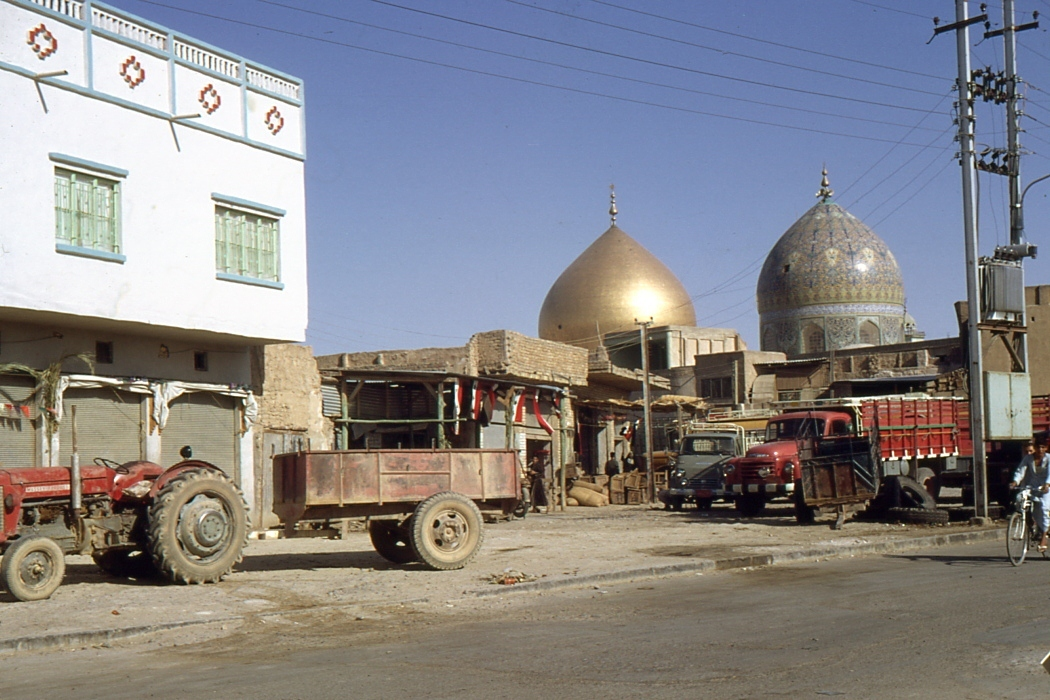
سامراء

تضم المدينة ضريح الإمامين علي الهادي والحسن العسكري، وللضريح مكانة دينية عند الشيعة الاثنا عشرية، فهم يعدونهما الإمامين العاشر والإمام الحادي اعشر من أئمتهم بالإضافة إلى اضرحة السيدة حكيمة أخت الإمام علي الهادي والسيدة نرجس أم الإمام المنتظرالمهدي عند الشيعة. كما يوجد بجوار الضريحين السرداب الذي عاش فيه الائمة الهادي والعسكري والمهدي. ولهذا تستقطب الزائرين الشيعة من أنحاء العراق وخارجه، لاسيما أيام المناسبات.

### المواقع الأثرية في سامراء

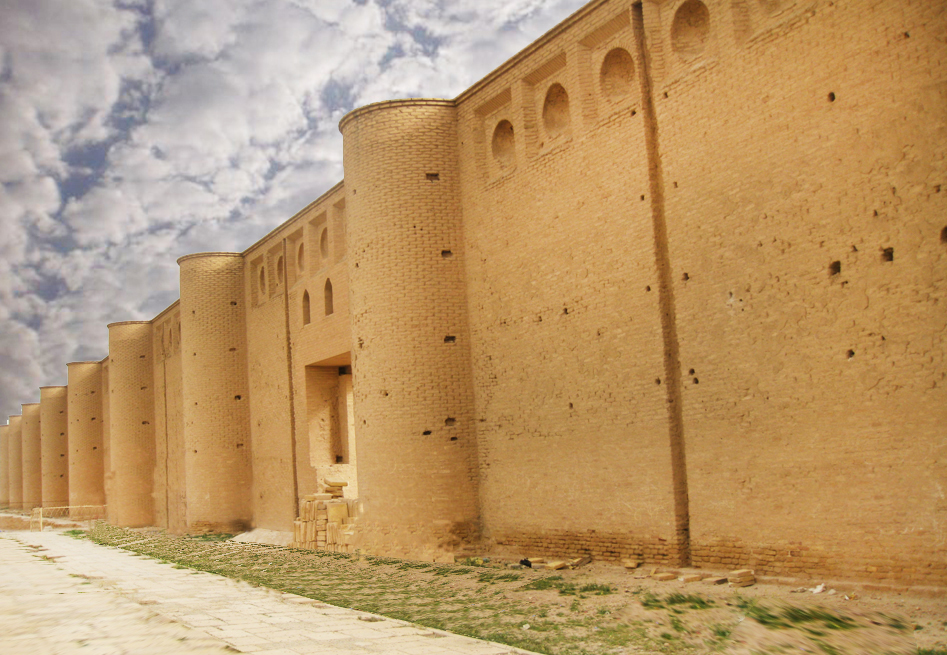
جدار جامع الملوية الكبير يعود إلى العصر العباسي

نفذ عالم الآثار الألماني إرنست هرتسفلد أولى الحفريات الأثرية لسامراء القديمة بين 1911م وعام 1914م. ووضعت الكتب، والرسائل وتقارير الحفريات غير المنشورة والصور في معرض فرير للفنون في واشنطن العاصمة منذ عام 1946.
على الرغم من أن الموقع الأثري الحالي الذي تغطيه أنقاض من الطابوق الطيني هو موقع واسع، فان موقع سامراء لم يكن موغلا كثيرا في العصور القديمة، ما عدا التراث السامري Samarran Culture منذ العصر النحاسي (5500-4800 ق.م) والذي عثرعليه في موقع تل الصوان الغني، حيث الأدلة عن هندسة الري، بما في ذلك الكتان، يثبت ثقافة استيطان مزدهرة مع بنية اجتماعية منظمة للغاية. ابرز ما عرف عنه هذا التراث في المقام الأول هو الفخار الفاخر الصنع الذي تزينه خلفيات داكنة مع شخصيات منمطة من الحيوانات والطيور والتصاميم الهندسية المتقنة للغاية. هذا النوع من الفخار كان منتشراً كثيراً كونه متقن الصنع، وكان يُصَدَر كثيرا في الشرق الأدنى القديم على نطاق واسع، ومصدره سامراء. كانت الثقافة السامرية Samarran مقدمة لثقافة بلاد الرافدين خلال فترة العبيد.
بنى سنحاريب مدينة سر مراتي (Sur-marrati) عام 690 ق.م حسب لوحة تذكارية موجودة عند متحف والترز الفني في بالتيمور، ماريلاند والتي وجدت مهملة في في إحدى المواقع الآشورية المحصنة في الحويجة عند نهر دجلة مقابل مدينة سامراء الحالية.
بعض الأسماء الجغرافية القديمة لمدينة سامراء قد دونت من قِبل المسح الأثري لسامراء هو الاسم الإغريقي سوما  Souma, والاسم اللاتيني سوميري, وهو حصن مذكور خلال انسحاب يوليان المرتد عام 364 ب.م، والاسم السرياني سُمرة Sumra وهي قرية لا تزال موجودة في قضاء سامراء.
عرضت إمكانية أكبر من السكان من قبل افتتاح Kisrawi الدشم Qatul، والامتداد الشمالي لقناة النهروان الذي لفت المياه من نهر دجلة في منطقة سامراء، وارجع إلى ياقوت (مو `مربى انظر تحت عنوان" Qatul ") إلى الملك الساساني كسرى الأول Anushirvan (531-578). للاحتفال الانتهاء من هذا المشروع، وهو برج التذكارية (برج بن الحديثة القائم) تم بناؤها في جنوب المدخل الجنوبي لمدينة سامراء، والقصر مع «الجنة» أو شيد حديقة مسورة الصيد في المدخل الشمالي (الحديثة مخيم نهر الرصاصي) قرب إلى al - Daur. قناة التكميلية، واحيت أبي Qatul آل جند، حفرها من قبل الخليفة العباسي هارون الرشيد، من خلال التخطيط لمدينة المنصوص عليها في شكل مثمن العادية (الحصن الحديثة آل القادسية)، ودعا المبارك وتخلت لم تنته في 796.
وإن أهم معالم المدينة الأثرية ضريح المعتصم والجامع الكبير ومنارة مئذنته الشهيرة الملوية التي شيدت في عهد المتوكل العباسي سنة (245 هـ/ 859 م) مع مدينة المتوكلية الأثرية.

## المواقع الصناعية
تضم سامراء عدة مواقع صناعية ترفد المدينة بفرص العمل والموارد ومن أهمها:

### مصنع أدوية سامراء
معمل أدوية سامراء هو معمل تابع للشركة العامة لصناعة الأدوية والمستلزمات الطبية (وهي شركة أدوية حكومية) أسست سنة 1959 في العراق على أساس معاهدة التعاون الاقتصادي والفني بين العراق والاتحاد السوفيتي. ويعد من أقدم معامل صناعة الدواء في منطقة الشرق الأوسط وينتج معظم المنتجات الصيدلانية المستخدمة في العراق، والتي تبلغ تقريبا 350 نوعا من الادوية.
كما تضم المدينة مصانع أدوية أهلية صغيرة مثل مصنع دجلة.

### محطات إنتاج الطاقة الكهربائية
تضم المدينة ثلاثة محطات لإنتاج الطاقة الكهربائية:
1. محطة سامراء الكهرومائية: انشأت على سد سامراء وادخلت في الخدمة عام 1972، تتكون من ثلاثة وحدات في كل منها توربين من نوع كابلان كل منها بسعة 28 ميغا واط وسعة اجمالية 84 ميغاواط.
2. محطة ديزلات سامراء تضم 17 وحدة توليد ديزل بسعة 20 ميغاواط للوحدة الواحدة وسعة اجمالية 340 ميغاواط.
3. مشروع محطة صلاح الدين الحرارية تضم وحدتين بخاريتين كل منها بسعة 625 ميغا واط وهي في طور الإنشاء.

## الدين

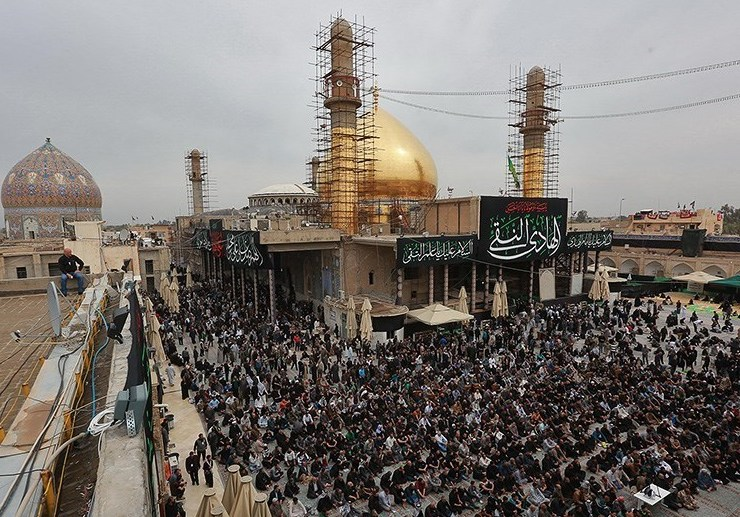
مسلمين شيعة قرب ضريح الإمامين العسكريين

الإسلام هو الدين السائد في سامراء وجميع سكانها هم من أهل السُنة والجماعة.
وجُل السكان من العرب ونسبة ضئيلة من الكرد في المدينة.

## السكان
حسب إحصائيات وزارة التخطيط العراقية عام 2013 م كان عدد سكان سامراء 190 ألف نسمة، ارتفع عدد سكان مدينة سامراء من 15,000 نسمة في بداية الخمسينات إلى أكثر من 190,000 نسمة عام 2013 م.
أما قضاء سامراء (المدينة والأرياف) فيبلغ عدد سكانه حوالي 250,000 نسمة من العرب السنة. من عشائر السوامرة (البو عباس والبو نيسان والبو دراج والبو عاصي والبوباز والبوعيسى والبوبدري والبوأسود والبورحمن والبوحداد والبوويس) والبيات والبو بدران والدليم (البو نمر والبو فهد) والجبور والعزة والعبيد وبني تميم.
خلال القرن العشرين اكتسبت سامراء أهمية جديدة عندما أنشأت بحيرة دائمة (بحيرة الثرثار) بالقرب من مدينة سامراء وجرى بناء سد سامراء عام 1954 من أجل وضع حد للفيضانات المتكررة التي كانت تهدد بغداد. نزح العديد من السكان المحليين من حوض السد المجاور للمدينة، مما أدى إلى انتقالهم إلى القرى المجاورة ومركز مدينة سامراء وشهدت السنوات اللاحقة زيادة في السكان نتيجة النمو الطبيعي السكاني.

## الوضع الأمني بعد الغزو الأمريكي 2003 م

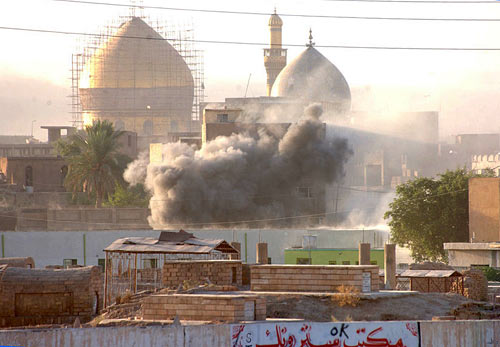
معركة سامراء 2004م

شهدت مدينة سامراء في بداية الحرب معركة شرسة بين تنظيم القاعدة والقوات الأمريكية استمرت نحو ثلاثة أشهر قضي فيها على الجنود الأمريكان. في 8 فبراير 2007 أسقط مسلحون عراقيون مروحية عسكرية أمريكية شمال سامراء مما أدى إلى مقتل 14 جندي أمريكي كانوا على متنها وخرجوا من سامراء.[بحاجة لمصدر]
شهدت سامراء نوعاً من الهدوء والاستقرار منذ سيطرة قوات الشرطة وأبناء العشائر على المدينة عام 2008م.
مما ساعد على البدء بإعمار المدينة وبترميم المدارس والآثار والأضرحة المقدسة لدى المسلمين في سامراء بمساعدة اليونسكو.

### هجوم تنظيم داعش
في عام 2014 شن تنظيم داعش هجوم عسكري كبير على مدينة سامراء بعد سيطرته على أغلب مدن محافظة صلاح الدين ولكن لم يستطع السيطرة عليها بسبب رفض أبناء المدينة التعاون معه وصد الجيش العراقي له، حيث شنت القوات العراقية حملة كبيرة على معاقل داعش أدت إلى هزيمة التنظيم وتوسيع سيطرة الحشد الشعبي والقوات العراقية على باقي المحافظة.

## المؤسسات التعليمية
مدينة سامراء تضم مؤسسات تعليمية منذ تأسيسها تاريخيا وحتى الوقت الحاضر وخرجت الكثير من الكفاءات العلمية ويمكن اجمال مؤسساتها التعليمية كما يلي:

### التعليم الابتدائي والثانوي
التعليم في مدينة سامراء تديره الحكومة ويتبع وزارة التربية وقد بنيت أول مدرسة ابتدائية في مدينة سامراء سنة 1881 م. من أهم مدارسها ثانوية الخطيب للبنين وثانوية سامراء. وهناك مدارس تتبع الوقف السني مثل مدرسة الإمام علي الهادي الدينية التي تدرس الفقه الحنفي والشافعي. تدير مؤسسة التعليم المهني مدارس صناعية وتجارية لتخريج الملاكات الفنية. وهناك مدارس تتبع التعليم الإسلامي ضمن وزارة التربية. وقد باشرت تجربتها بمدارس التعليم الأهلي الخاص فافتتحت مدرسة ابتدائية واحدة عام 2009 ثم مدرستين ثانويتين عام 2011.

### التعليم الجامعي المتوسط
هناك معهدان لإعداد المعلمين أحدهما للبنات والآخر للبنين.

### التعليم الجامعي
في عام 2012 أسست جامعة سامراء وضمت الكليات المفتوحة التي كانت تتبع جامعة تكريت وأولها كلية تربية سامراء في عام 2000م، وقد تلتها ثلاثة كليات أخرى في سامراء افتتحت أبوابها عام 2010 هي كلية الآثار وكلية العلوم الإسلامية، وافتتحت كلية العلوم التطبيقية وفي عام 2012 كلية الهندسة. وتضم جامعة سامراء حاليا الكليات التالية:
- كلية التربية
- كلية العلوم الإسلامية
- كلية العلوم التطبيقية
- كلية الآثار
- كلية الهندسة
- كلية التربية البدنية وعلوم الرياضة

وتوجد في جامعة سامراء الآن الدراسات العليا في اقسام (علوم القرآن – اللغة العربية – التاريخ – الكيمياء).
وهناك كلية الإمام الأعظم - فرع سامراء تتبع الوقف السني. افتتحت عام 2004 بتأسيس قسم الفقه وأصوله في مدينة سامراء برئاسة الدكتور أحمد حسن الطه عند تأسيسها. وتمنح الكلية شهادة البكالوريوس. تقبل الكلية خريجي الإعداديات الإسلامية والدينية والأكاديمية بفرعيها العلمي والأدبي.